# Mức thấp của chi phí hoặc giá thị trường
Quy luật chi phí hoặc thị trường thấp hơn (LCM hoặc LOCOM) là một cách tiếp cận bảo thủ để định giá và báo cáo hàng tồn kho. Thông thường, tồn kho cuối kỳ được ghi nhận theo chi phí lịch sử. Tuy nhiên, có những lúc chi phí ban đầu của tồn kho cuối kỳ lớn hơn giá trị thống kê có thể nhận thức được và do đó hàng tồn kho đã mất giá trị. Nếu hàng tồn kho giảm giá trị thấp hơn giá gốc, thì giá trị ghi sổ của nó sẽ giảm và được báo cáo trên bảng cân đối kế toán. Tiêu chí để báo cáo đây là giá trị thị trường hiện tại. Bất kỳ tổn thất nào do việc giảm giá trị hàng tồn kho được tính vào "Giá vốn hàng bán" (COGS) nếu phi vật chất hoặc "Giảm lỗ hàng tồn kho sang LCM" nếu là vật liệu.

## Lịch sử
Khái niệm chi phí hoặc thị trường thấp hơn đầu tiên đã trở thành một phần của thực tiễn kế toán bình thường ở Anh trong thế kỷ XIX. Quy luật chi phí hoặc thị trường thấp hơn được coi là hợp lý vì các tài sản được định giá trên cơ sở hoạt động liên tục, thay vì giá mà tài sản được mua. Trong thế kỷ XIX, quy luật chi phí hoặc thị trường thấp hơn không phải là thực tế phổ biến để định giá hàng tồn kho của nhà máy ở Hoa Kỳ. Khái niệm này không dễ dàng cho các Kế toán viên để chấp nhận do thiếu logic. Bất chấp những lời chỉ trích, quy luật chi phí hoặc thị trường thấp hơn trong thực tế và vào đầu thế kỷ 20 đã được mô tả là phương pháp được chấp nhận phổ biến nhất để định giá hàng tồn kho theo Báo cáo của Ủy ban đặc biệt về hợp tác với Sở giao dịch chứng khoán. Mặc dù nó thiếu logic kế toán, nhưng khái niệm chi phí hoặc thị trường thấp hơn vẫn tồn tại vì cách tiếp cận bảo thủ của nó để xác định giá trị và bởi vì nó giải quyết các nguyên tắc đối lập về chi phí và giá trị. Tính bảo thủ của nó cho phép người dùng đánh giá hàng tồn kho ở mức giá mà hàng tồn kho có thể bán được.

## Thách thức
Ba giá trị có thể đại diện cho giá trị thị trường: giá thay thế của hàng tồn kho, giá trị thuần có thể thực hiện được (còn gọi là "trần") và "sàn" (chênh lệch giữa giá trị thuần có thể thực hiện được và lợi nhuận bình thường). Trong cách tiếp cận chi phí hoặc thị trường thấp hơn, các công ty phải xác định ba giá trị này và tìm thấy giá trị trung bình của các giá trị. Các công ty sau đó so sánh giá trị trung bình, được gọi là giá trị thị trường được chỉ định, cho chi phí hàng tồn kho được ghi lại. Giá trị thấp hơn của hai giá trị này sau đó được báo cáo trên bảng cân đối kế toán. Bởi vì cách tiếp cận chi phí hoặc thị trường thấp hơn đòi hỏi các công ty sử dụng ba giá trị thị trường khả thi, các báo cáo tài chính của công ty có thể khó so sánh.

## Sử dụng đương đại
Thuật ngữ "chi phí hoặc thị trường thấp hơn" hiện đã lỗi thời và được chính thức thay thế bằng "chi phí và giá trị thuần có thể thực hiện được thấp hơn". Theo Cập nhật tiêu chuẩn kế toán FASB, "Một thực thể nên đo hàng tồn kho trong phạm vi của Bản cập nhật này với giá thấp hơn và giá trị thuần có thể thực hiện được. Giá trị thuần có thể thực hiện được là giá bán ước tính trong quá trình kinh doanh thông thường, chi phí dự đoán thấp hơn hoàn thành, xử lý và vận chuyển. " Bản cập nhật FASB này làm cho việc sử dụng phù hợp với từ ngữ IFRS và loại bỏ việc sử dụng "hoặc" trong ngữ cảnh "và" luôn đúng. Tuy nhiên, bản cập nhật không áp dụng cho tất cả các công ty. Các công ty sử dụng các phương pháp định giá hàng tồn kho (vào trước, ra trước) và giá trị trung bình của FIFO được yêu cầu để thực hiện các thay đổi, trong khi các công ty sử dụng phương pháp kiểm kê LIFO (vào sau, ra trước) và bán lẻ không bị ảnh hưởng bởi bản cập nhật.